# Joseph Strobl
Joseph Strobl (* 6. August 1843 in Wien; † 9. Oktober 1924 auf Burg Kreuzenstein bei Leobendorf) war ein österreichischer Germanist und Bibliothekar.

## Leben
Strobl war der Sohn eines Buchbindermeisters. Nach dem Besuch des Schottengymnasiums in Wien studierte er Sprachwissenschaften mit dem Schwerpunkt Germanistik in Wien und Berlin. Anschließend arbeitete er als Lehrer in Mödling. Nach dem Tod seines akademischen Lehrers Franz Pfeiffer gab er zusammen mit Karl Bartsch zwei Jahrgänge der Zeitschrift Germania heraus. 1875 wurde er außerordentlicher Professor für Deutsche Sprache und Literatur an der neugegründeten Universität Czernowitz. 1877 verlieh man ihm ehrenhalber den Doktorgrad, ein Jahr später wurde er ordentlicher Professor und Mitglied des akademischen Senats der Universität.
In seinen Forschungen beschäftigte sich Strobl in erster Linie mit mittelhochdeutschen Texten, von denen er zahlreiche auch selbst edierte. 1892 wurde Strobl vorzeitig emeritiert und widmete sich ab 1905 ganz der Bibliothek des Grafen Hans von Wilczek auf Burg Kreuzenstein, wobei er insbesondere die zahlreichen Handschriften katalogisierte.

## Veröffentlichungen (Auswahl)
- Anteil Niederösterreichs an der deutschen Literatur des XII. Jahrhunderts. In: Blätter für Landeskunde von Niederösterreich, Bd. 2 (1866), S. 129–137.
- Reisebericht über die in Niederösterreich (Viertel ob und unter dem Wienerwalde) angestellten Weisthümer-Forschungen. In: Sitzungsberichte der kaiserlichen Akademie der Wissenschaften, philosophisch-historische Classe, Bd. 61 (1869), Heft 2, S. 341–348 (Digitalisat).
- Über das Spielmannsgedicht von St. Oswald. In: Sitzungsberichte der kaiserlichen Akademie der Wissenschaften, philosophisch-historische Classe, Bd. 64 (1870), Heft 2, S. 457–504 (Digitalisat).
- Hrsg.: Das Melker Marienlied, aus Franz Pfeiffer's Nachlaß in photograph. Nachbildung hrsg. u. eingeleitet. Braumüller, Wien 1870.
- Hrsg.: Heinrich von Neustadt: Apollonius: von Gotes Zuokunft. Braumüller, Wien 1875.
- Über eine Sammlung lateinischer Predigten Bertholds von Regensburg. In: Sitzungsberichte der kaiserlichen Akademie der Wissenschaften, philosophisch-historische Classe Bd. 84 (1877), S. 87–128 (Digitalisat).
- Berthold von Regensburg und der Schwabenspiegel. In: Sitzungsberichte der kaiserlichen Akademie der Wissenschaften, philosophisch-historische Classe Bd. 91 (1878), Heft 2, S. 205–222 (Digitalisat).
- Hrsg.: Berthold von Regensburg: Predigten: vollständige Ausgabe seiner Predigten mit Anmerkungen und Wörterbuch, Bd. 2. Braumüller, Wien 1880.
- Hrsg.: K. A. Hahn's Althochdeutsche Grammatik : nebst einigen Lesestücken und einem Glossar, 5. Auflage. F. Tempsky, Prag 1882
- Aus der Kreuzensteiner Bibliothek. Holzhausen, Wien 1907, enthält:
  - I. Kreuzensteiner Passionsspiel, S. 2–23.
  - II. Eine Handschrift lateinischer Predigten Bertholds von Regensburg, S. 25–58.

- Kaiser Maximilian I. Anteil am Teuerdank. Wagner, Innsbruck 1907.
- Ein rheinisches Passionsspiel des XIV. Jahrhunderts: eine Handschrift lateinischer Predigten Bertholds von Regensburg; Beiträge zur deutschen Literaturgeschichte aus der Kreuzensteiner Bibliothek. Niemeyer, Halle a.S. 1909.
- Die Entstehung der Gedichte von der Nibelunge Not und der Klage. Niemeyer, Halle a.S. 1911.
- Studien über die literarische Tätigkeit Kaiser Maximilians. Berlin 1913.